# Willemoesia pacifica
Willemoesia pacifica е вид десетоного от семейство Polychelidae.

## Разпространение и местообитание
Видът е разпространен в Нова Зеландия, Чили (Хуан Фернандес) и Южна Африка.
Обитава морета и заливи. Среща се на дълбочина от 2607,5 до 2980,9 m, при температура на водата от 2,3 до 2,5 °C и соленост 34,8 – 34,9 ‰.

## Описание
Популацията на вида е стабилна.